# Квалификација за Милстрит
Квалификација за Милстрит (енгл. Preselection for Millstreet; фр. Présélection pour Millstreet) је било телевизијско такмичење одржано као квалификациони круг за Песму Евровизије 1993. У организацији Европске радиодифузне уније (ЕРУ) и домаћина Радиотелевизија Словеније (РТВСЛО), конкурс је одржан 3. априла 1993. године у Студију 1 Телевизије Словенија у Љубљани, у Словенији, а представила га је словеначка телевизијска водитељка Тајда Лекше.
Пад комунистичких режима у Европи и формирање нових држава након распада Чехословачке, Совјетског Савеза и Југославије довели су до повећаног интересовања за учешће на Песми Евровизије. Квалификација за Милстрит је организована као једнократни догађај како би се смањио број земаља којима је дозвољено да учествују на такмичењу 1993. године, са системом испадања који је уведен за будућа издања, а који омогућава новим и повратничким земљама директан приступ такмичењу како би се замениле земље са најслабијим резултатима из догађаја претходног године.
На догађају је учествовало седам земаља, од којих се ниједна раније није такмичила на Песми Евровизије, а три земље су изабране да иду даље до Песме Евровизије 1993. одржане 15. маја у Милстриту у Ирској. По један члан жирија из сваке од конкурентских земаља гласао је за конкурентске песме, а Босна и Херцеговина, Хрватска и Словенија су изабране да иду даље до такмичења у Милстриту. Естонија, Мађарска, Румунија и Словачка, земље које нису успеле да напредују кроз такмичење Квалификација за Милстрит, након тога су дебитовале на такмичењу 1994.

## Позадина
Такмичење за песму Евровизије је међународно телевизијско такмичење песама, које сваке године организује Европска радиодифузна унија (ЕРУ) са учесницима који представљају првенствено европске земље. Свака земља учесница пријављује оригиналну песму коју ће извести изабрани извођач, а конкурентске земље затим дају гласове за песме других земаља како би одредиле победника. Првобитно одржано 1956. године са седам земаља у конкуренцији, такмичење је брзо почело да расте како је све више земаља постало заинтересовано за учешће, а до раних 1990-их пријава из преко 20 земаља била је редовно представљена сваке године.
Од 1992. године, све већи број земаља је почео да исказује интересовање за учешће на такмичењу по први пут. То је био резултат револуције 1989. и сукоба раних 1990-их и формирања нових земаља услед распада Совјетског Савеза и Југославије. Да би се прилагодио овом новом интересу, ЕРУ је повећао максималан број земаља учесница за такмичење 1993. на двадесет пет, са пријавама из три нове земље које су се придружиле двадесет двема од двадесет три земље које су учествовале на такмичењу 1992. Југославија није могла да учествује након што је Југословенска радиотелевизија као чланица ЕРУ (ЈРТ) распуштена 1992. године и њеним  наследницама Радио-телевизији Србије(РТС) и Радио-телевизији Црне Горе (РТЦГ) забрањено је да се придруже унији због санкција против земље у склопу ратова у Југославији.
Да би се утврдило које ће земље напредовати до правог такмичења, први пут у историји такмичења одржана је предселекцијска рунда, при чему су три најбоље земље у овом кругу одабране да се такмиче на такмичењу за Песму Евровизије 1993. одржаном у Милстриту у Ирској. Ово такмичење је одржано у Љубљани, у Словенији, а продуцирала га је словеначка јавна Радиотелевизија Словеније (РТВСЛО). Првобитно је планирано да се одржи у Порторожу, али догађај је на крају одржан у Студију 1 Телевизије Словеније, где је Едо Брзин био извршни продуцент, Петер Јуратовец - редитељ и Јоже Спацал - дизајнер. Петар Угрин и Мојмир Сепе били су заједнички музички директори и били су одговорни за вођење Оркестра РТВСЛО током догађаја; свака земља је могла да именује посебног музичког директора да диригује оркестром током њиховог наступа.

## Земље учеснице
Првобитно су емитери у чак четрнаест земаља регистровали своје интересовање за такмичење на првом предизборном догађају на Песми Евровизије, укључујући емитере у Беларусији, Чешкој, Летонији, Литванији, Русији и Украјини. Међутим, до фебруара 1993. број конкурентских земаља пао је на шест. Планирани улазак Бугарске се касније није остварио, али су се Естонија и Словачка придружиле такмичењу, што је резултирало тиме да се седам земаља укупно такмичило за три доступна места у Милстриту.
| Држава              | Емитер | Уметник       | Песма                         | Језик              | Диригент         |
| ------------------- | ------ | ------------- | ----------------------------- | ------------------ | ---------------- |
| Босна и Херцеговина | РТВБиХ | Фазла         | "Sva bol svijeta"             | босански           | Есад Арнауталић  |
| Хрватска            | ХРТ    | Пут           | "Никад не плачи"              | хрватски, енглески | Андреј Баша      |
| Естонија            | ЕТВ    | Јаника Силама | „Muretut meelt ja südametuld" | естонски           | Пеетер Лиље      |
| Мађарска            | МТВ    | Андреа Сзулак | „Árva reggel"                 | мађарски           | Петар Угрин      |
| Румунија            | ТВР    | Дида Драган   | „Nu pleca"                    | румунски           | Георге Натсис    |
| Словачка            | СТВ    | Елан          | „Amnestia na neveru"          | словачки           | Владимир Валович |
| Словенија           | РТВСЛО | 1XБенд        | „Tih deževen dan"             | словеначки         | Петар Угрин      |

## Резултати
| Р.бр. | Држава              | Бодова | Место |
| ----- | ------------------- | ------ | ----- |
| 1     | Босна и Херцеговина | 52     | 2     |
| 2     | Хрватска            | 51     | 3     |
| 3     | Естонија            | 47     | 5     |
| 4     | Мађарска            | 44     | 6     |
| 5     | Румунија            | 38     | 7     |
| 6     | Словенија           | 54     | 1     |
| 7     | Словачка            | 50     | 4     |

## Детаљни резултати гласања
Гласање жирија је коришћено за одређивање бодова које су додељивале све земље. Како се није могло ослонити на телефонске комуникације да би се дошло до жирија са седиштем у конкурентским земљама, по један поротник из сваке земље послат је у Словенију како би обезбедио гласове своје земље. Ови поротници су били смештени на истом месту као и извођачи и објавили су своје гласове уживо и пред камером током гласања. Сваки члан жирија је доделио дванаест поена својој омиљеној песми, затим десет поена свом другом фавориту, а затим је доделио осам до пет бодова за преостале песме, искључујући своју земљу.

## Емитовање
Такмичење је емитовано путем Евровизијске мреже ЕРУ-а, а емитери чланови ЕБУ-а су могли да преносе такмичење путем својих канала за емитовање. Емитери су могли да пошаљу коментаторе да обезбеде покривање такмичења на свом матерњем језику и да пренесу информације о уметницима и песмама својим телевизијским гледаоцима. Емитери у свим конкурентским земљама, као и емитери у Кипру, Данској, Грчкој, Португалији и Шпанији, преносили су догађај или уживо или одложено.